# Мотузенко Олександр Олексійович
Олександр Олексійович Мотузенко (нар. 11 липня 1967, Сміла) — український веслувальник, Заслужений майстер спорту СРСР, срібний призер Олімпійських ігор у Сеулі 1988 року, чемпіон світу 1987, 1989, 1990 років.

## Біографія
Народився 11 липня 1967 року у Смілі. Закінчив Черкаський педагогічний інститут.
Перший наставник — заслужений тренер України Дмитро Пристайлов (м. Сміла, ДСТ «Локомотив»).
Виступав за клуб «Динамо» (Черкаси). Заслужений майстер спорту. Чемпіон світу 1987, 1989, 1990 років (байдарка-четвірка, 500 м). Бронзовий призер ЧС 1987 (четвірка, 1000 м). Срібний призер ЧС 1986 (байдарка-четвірка, 500 м) і ЧС 1990 (байдарка-двійка, 10000 м). Чемпіон СРСР 1986—1988 років.
Срібний призер XXIV Олімпійських ігор 1988 року у Сеулі (Південна Корея) з веслування на байдарах на 1000 м у складі четвірки (Сергій Кірсанов, Ігор Нагаєв, Віктор Денисов).
Депутат Смілянської міської ради